# Bolbohamatum drescheri indosinicum
Bolbohamatum drescheri indosinicum es una subespecie de coleóptero de la familia Geotrupidae.

## Distribución geográfica
Habita en Camboya y Vietnam.